# Philip Libon
Philip Libon (Cadis, Espanya, 1785 - París, França, 1838) fou un violinista i compositor francès.
De pares francesos, va rebre en la seva ciutat natal les primeres lliçons de música i violí, mostrant una gran disposició, ja que amb catorze any era un consumat violinista. Els seus pares determinaren, que per a completar la seva educació musical, enviar-lo a Londres, on va romandre sis anys rebent lliçons del cèlebre violinista Viotti i cursant la composició amb Cimador. Durant aquest temps es formà la seva personalitat musical amb el tracte freqüent amb artistes notables, establerts llavors a Londres a causa de les guerres de la Revolució francesa. Viotti volgué que el públic coneixes el seu deixeble i li feu executar els seus Concerts en algunes sessions musicals en el Hay-Market.
En Joseph Haydn el felicità per l'execució dels seus quartets; el príncep hereu de Portugal admirà el talent de Libón en un concert que aquest va donar en la cort de Lisboa i el prengué al seu servei en qualitat de violinista a solo, i el 1798 aconseguí un èxit brillant a Madrid, on estava de pas cap a França.
El 1800 arribà a París, sent molt aplaudit en quants concerts prengué part. Formà part de la música particular de l'emperadriu Josefina (1804); Maria Lluïsa el nomenà acompanyador (1810), i la Restauració francesa li conservà el seu càrrec en la música particular del rei.
La seva excel·lent escola oferia totes les qualitats de la del seu mestre, però, malgrat del seu bon gust. A vegades mancava de certa manca d'inspiració. Va compondre:
- Sis concerts per a violí.
- Aires variats per a violí i orquestra, i per a violí i quartet de piano.
- Sis trios per a dos violins i violoncel.
- Tres grans duos concertants per a violins.
- 30 capricis per a violí.
- Una col·lecció d'aires variats per a violí i quartet.